# Светът на Вестерос
Тази страница съдържа списъци на всички фентъзи сериали от Светът на Вестерос („Игра на тронове“, „Домът на дракона“ и „Рицарят на Седемте кралства“), излъчени по Ейч Би О.

## Сериали
| Сериали                     | Сезони | Сезони     | Епизоди          | Премиера          | Финал               | Създатели                                    | Статус              |
| --------------------------- | ------ | ---------- | ---------------- | ----------------- | ------------------- | -------------------------------------------- | ------------------- |
| Игра на тронове             |        | 1          | 10               | 17 април 2011 г.  | 19 юни 2011 г.      | Дейвид Бениоф Ди Би Уайс Джордж Р. Р. Мартин | Завършен            |
| Игра на тронове             | 2      | 10         | 1 април 2012 г.  | 3 юни 2012 г.     |                     | Дейвид Бениоф Ди Би Уайс Джордж Р. Р. Мартин | Завършен            |
| Игра на тронове             | 3      | 10         | 31 март 2013 г.  | 9 юни 2013 г.     |                     | Дейвид Бениоф Ди Би Уайс Джордж Р. Р. Мартин | Завършен            |
| Игра на тронове             | 4      | 10         | 6 април 2014 г.  | 15 юни 2014 г.    |                     | Дейвид Бениоф Ди Би Уайс Джордж Р. Р. Мартин | Завършен            |
| Игра на тронове             | 5      | 10         | 12 април 2015 г. | 14 юни 2015 г.    |                     | Дейвид Бениоф Ди Би Уайс Джордж Р. Р. Мартин | Завършен            |
| Игра на тронове             | 6      | 10         | 24 април 2016 г. | 26 юни 2016 г.    |                     | Дейвид Бениоф Ди Би Уайс Джордж Р. Р. Мартин | Завършен            |
| Игра на тронове             | 7      | 7          | 16 юли 2017 г.   | 27 август 2017 г. |                     | Дейвид Бениоф Ди Би Уайс Джордж Р. Р. Мартин | Завършен            |
| Игра на тронове             | 8      | 6          | 14 април 2019 г. | 19 май 2019 г.    |                     | Дейвид Бениоф Ди Би Уайс Джордж Р. Р. Мартин | Завършен            |
| Домът на дракона            |        | 1          | 10               | 21 август 2022 г. | 23 октомври 2022 г. | Райън Кондал Джордж Р. Р. Мартин             | Излъчен             |
| Домът на дракона            | 2      | 8          | 16 юни 2024 г.   | 4 август 2024 г.  |                     | Райън Кондал Джордж Р. Р. Мартин             | Излъчен             |
| Домът на дракона            | 3      | Неизвестен | 2026 г.          | 2026 г.           | В развитие          | Райън Кондал Джордж Р. Р. Мартин             |                     |
| Домът на дракона            | 4      | Неизвестен | Неизвестен       | Неизвестен        | В развитие          | Райън Кондал Джордж Р. Р. Мартин             |                     |
| Рицарят на Седемте кралства |        | 1          | Неизвестен       | 2026 г.           | В развитие          | 2026 г.                                      | Джордж Р. Р. Мартин |

## Анимирани истории
Към Blue-ray DVD-тата на всеки сезон на „Игра на тронове“ са добавени кратки анимирани истории, разказващи за дадени събития и места, през погледите на героите от сериала.
| Сериали            | Сезони | Епизоди | Премиера            |                     |
| ------------------ | ------ | ------- | ------------------- | ------------------- |
| Истории и предания | 1      | 15      | 5 март 2012 г.      | 5 март 2012 г.      |
| Истории и предания | 2      | 14      | 19 февруари 2013 г. | 19 февруари 2013 г. |
| Истории и предания | 3      | 16      | 18 февруари 2014 г. | 18 февруари 2014 г. |
| Истории и предания | 4      | 15      | 17 февруари 2015 г. | 17 февруари 2015 г. |
| Истории и предания | 5      | 15      | 15 март 2016 г.     | 15 март 2016 г.     |
| Истории и предания | 6      | 18      | 15 ноември 2016 г.  | 15 ноември 2016 г.  |
| Истории и предания | 7      | 18      | 3 декември 2019 г.  | 3 декември 2019 г.  |
| Истории и предания | 8      | 6       | 1 октомври 2013 г.  | 1 октомври 2013 г.  |